# Fumito Ueda
Fumito Ueda (上田 文人 Ueda Fumito?) es un diseñador de videojuegos nacido en Tatsuno, Prefectura de Hyōgo, Japón, en 1970. Es un director, diseñador y jefe de Team ICO. Sus videojuegos más destacados son Ico y Shadow of the Colossus, ambos para PlayStation 2. Su videojuego más reciente es The Last Guardian, publicado el 6 de diciembre de 2016 exclusivamente para PlayStation 4.
Se describe a sí mismo como un niño curioso: «Me gustaba conseguir y tener cosas vivas, como peces o pájaros. Aparte de eso, me gustaba mirarlos y hacer animaciones de ellos. Básicamente, parecía estar interesado en cosas que se movían». Entre sus asignaturas favoritas en el colegio se encuentra el arte, una disciplina que aún juega un papel activo en la vida de Fumito, y que bajo otras circunstancias podría haber escogido otra ocupación. «Si no estuviera en la industria de los videojuegos, me hubiera gustado convertirme en un artista clásico. Aunque considero que los videojuegos y cualquier otra cosa que exprese algo —películas, literatura, manga...— son formas de arte».
Fumito se graduó en la Universidad de Osaka de las Artes en 1993.
En 1995, después de intentar vivir como artista, Fumito decidió empezar una carrera en la industria de los videojuegos.
Se unió a WARP, una empresa desarrolladora de videojuegos, y trabajó como animador en Enemy Zero, para la videoconsola Sega Saturn, bajo la supervisión del director Kenji Eno. Fumito describe ese periodo como arduo, porque el proyecto estaba retrasándose y todos tuvieron que trabajar más de lo normal para cumplir con la fecha de entrega. En 1997, Fumito consiguió unirse a Sony Computer Entertainment como desarrollador.
Sus videojuegos han llegado a alcanzar la categoría de culto, y se distinguen por su calidad artística, grado emocional, argumentos simples, escenarios sobreexpuestos y por sus pocos diálogos. Él denomina ese estilo «diseño sustractivo».

## Proyectos
En febrero de 2007, la revista japonesa de videojuegos Famitsu publicó que Fumito y su equipo estaban trabajando en un nuevo juego para PlayStation 3. No se revelaron detalles sobre esa nueva entrega sin nombre. En la edición de agosto de PlayStation Magazine, el jefe de Sony Worldwide Studios, Shuhei Yoshida, describió el juego como «muy muy bueno»; también comentó que Ico y Shadow of the Colossus costaron 4 años de desarrollo, queriendo dar a entender que la tercera entrega estaba bajo producción, pero que aún quedaba algún tiempo para finalizar el proyecto. En la Electronic Entertainment Expo 2009 se reveló el videojuego con el nombre The Last Guardian, el tráiler del cual sugiere que esta parte también incluye elementos propios de la serie, como un niño parecido a Ico con un compañero de gran tamaño —como los colosos de Shadow of the Colossus— que deben resolver rompecabezas juntos.
En una entrevista, Fumito también admitió que le gustaría desarrollar un shooter en primera persona después de terminar el proyecto de The Last Guardian, y citó Half-Life  como fuente de inspiración.
En septiembre de 2018, durante una entrevista realizada por la revista Famitsu, Fumito Ueda reveló que su próximo videojuego tendría una escala similar a sus anteriores títulos, Shadow of the Colossus y The Last Guardian. Reveló que junto a su equipo de desarrollo, genDESIGN, se encontraban decidiendo si algunas de las ideas en las que trabajaban serían interesantes o no, con el fin de crear un proyecto muy ambicioso.
En diciembre de 2024, durante la gala de premios The Game Awards, se reveló el trailer de su nuevo proyecto, del cual se desconocen tanto nombre como fecha de lanzamiento. Project Robot pareciera ser el título provisional.

## Trabajos
- Enemy Zero (1997): animador
- Ico (2001): director/diseñador jefe/animador jefe/diseño de la carátula/dirección artística
- Shadow of the Colossus (2005): director/diseñador jefe
- The Last Guardian (2016): director
- Project Robot (TBD): director[3]

## Premios
En 2018, Ueda fue galardonado con el Premio Bizkaia del Fun & Serious Game Festival.